# Vanessa Fernandesová
Vanessa de Sousa Fernandesová (* 14. září 1985 Vila Nova de Gaia) je portugalská triatlonistka, členka klubu Sport Lisboa e Benfica.
Na Letních olympijských hrách 2004 obsadila osmé místo a na Letních olympijských hrách 2008 získala stříbrnou medaili. V roce 2007 se stala mistryní světa v olympijském triatlonu. Na evropském šampionátu vyhrála v roce 2003 závod juniorek, v letech 2004, 2005 a 2008 závod do 23 let a v letech 2004 až 2008 pětkrát po sobě kategorii elite. Vyhrála rekordních dvacet závodů Světového poháru a v letech 2006 a 2007 byla celkovou vítězkou.
V letech 2006 byla mistryní Evropy a v letech 2007 a 2008 mistryní světa v duatlonu. V roce 2010 startovala na mistrovství světa v přespolním běhu, kde obsadila 62. místo. V roce 2017 vyhrála závod série Ironman 70.3 v Cascais.
V letech 2006 až 2008 se třikrát po sobě stala portugalskou sportovkyní roku. V roce 2007 obdržela od Portugalského olympijského výboru Guedesovu medaili.
Její otec Venceslau Fernandes byl cyklista, v roce 1984 vyhrál závod Kolem Portugalska.